# CBN Cascavel
CBN Cascavel é uma emissora de rádio brasileira sediada em Cascavel, com outorga em Santa Tereza do Oeste, ambas cidades do estado do Paraná. Opera no dial FM, na frequência 93.9 MHz, e é afiliada à CBN. É controlada pelas Organizações Renato Silva, que também controla a Rádio Colmeia de Cascavel.

## História
Considerada a primeira emissora de rádio outorgada na cidade de Santa Tereza do Oeste, a rádio entrou no ar em 2006 na frequência 89.3 MHz, em caráter experimental. A emissora foi uma nova iniciativa das Organizações Renato Silva, que já controlava a Rádio Colmeia de Cascavel, cidade vizinha. Levou o nome de Colmeia FM, mas em 2008 passou a se chamar Nova FM e se fixou na frequência 93.9 MHz, passando a ter características de uma rádio voltada ao público jovem. Nos últimos anos como uma rádio independente, a Nova FM já possuía programação popular.
Em 2010, foi confirmada a afiliação da emissora com a Massa FM, emissora de rádio de propriedade do apresentador e empresário Ratinho que estava emergindo como uma rede. Inicialmente prevista para estrear em julho, a Massa FM teve sua estreia oficial em 9 de agosto de 2010, às 8h da manhã no programa Manhã da Massa. A rádio passou a focar a região de Cascavel, passando a se chamar Massa FM Cascavel.
Em dezembro de 2011, a rede e a 93.9 MHz firmaram novo acordo para manter a transmissão da Massa FM na região. Neste período, a rede ofereceu diversas propostas para compra da emissora, que foram recusadas pela operação local. Por conta disso, a Massa FM optou por encerrar a parceria em 2014. A emissora então passou a operar com novo projeto local, a FM Colmeia, que passou a trabalhar em conjunto com a Rádio Colmeia. Este projeto, no entanto, permaneceu no ar até a metade de 2015, quando entrou no ar a Antena 93 FM. A nova emissora continuou com a proposta popular dos projetos anteriores, mas com enfoque no sertanejo. A área de atuação, que antes era a cidade de Cascavel, voltou a ser Santa Tereza do Oeste.
Em 2019, é anunciado que a emissora se afiliou à CBN, marcando o retorno da rede para Cascavel desde a saída da emissora da atual Rádio Nacional News, em 2018. A nova operação será em conjunto com o Grupo Maringá de Comunicação (que controla a CBN Maringá) e o Grupo Verde Vale de Comunicação (que controla a CBN Vale do Iguaçu, em União da Vitória). A emissora entrou no ar na madrugada de 27 de abril de 2019 transmitindo a programação de São Paulo e estreou oficialmente em 29 de abril de 2019. Em maio de 2021 estreou o programa semanal de Olga Bongiovanni.
Em março de 2023, o Grupo Verde Vale e o Grupo Maringá de Comunicação deixaram de comandar a emissora, sendo assim voltando para as mãos do Grupo Renato Silva que é o dono original da frequência, continuando assim, a programação da CBN.